# Deemo
《DEEMO》（又称“古树旋律”）是由雷亞遊戲开发的一款音乐游戏。iOS版本于2013年11月13日於App Store上架；Android版本于2013年12月27日在Google Play上架；名为《DEEMO～最終演奏～》的PlayStation Vita版本于2015年6月24日發售；任天堂Switch版本于2017年9月21日发售；PlayStation 4平台的《DEEMO -Reborn-》於2019年11月21日發售，其在Steam上的移植版亦於2020年9月4日發售。2019年10月，由Production I.G和SIGNAL.MD改編的劇場版動畫正式公佈；2019年12月21日，發表《DEEMO II》開發消息。

## 游戏系统

### 進度
每次完成一首歌曲的演奏後，鋼琴上的樹會根據歌曲完成度來生長，All Charming生長幅度最大、Full Combo其次，樹高達到一定程度後會自動觸發遊戲劇情和獲得新曲目。
1.0版本中樹高限制為20公尺，2.0版本則為40公尺和最後的100%階梯，階梯通過後將揭示Deemo結局及角色身世。
3.0版本增加付費 DLC「被遺忘的沙漏」，讓玩家以輪迴的方式進行遊戲，獲得新曲目及劇情回憶相片。

### 玩法
與其它落下式音樂遊戲相同，Deemo的遊戲方式也是從螢幕上方落下音符到達判定線時點擊。遊戲中只有點擊與滑動兩種音符。黑色的音符為點擊音符，當落到判定線時點擊即可。金色的音符為滑動音符，當落到判定線時點擊不放，且依照音符位置及速度變更滑動手指，直到最後一個音符後放開。與其它落下式音樂不同的是，Deemo的音符落下時並沒有固定的軌道，判定線的每個地方都可能有音符落下。此外，音符的寬度也不一致，大小從正常音符的一半到1/3螢幕大都有可能。

### 判定
Deemo具有三种判定，从高到低分别是Charming Hit、Hit与Miss。在游戏过程中不会以文字方式表示判定，而是用虹或橙色（对应Charming Hit）、綠色（对应Hit）与浅蓝、紫、或无色（对应Miss）代表准确度。同时若玩家打出Charming Hit，游戏界面右侧的Combo数下也会显示Charming的字样。

### 特殊功能
- NOTE EFFECT：在歌曲進行中，會由判定線往上浮出黑色音符，代表當時鋼琴真正彈奏的譜面。

- 拍點音：按下拍點時，會出現相對應的琴音，但若校正值超過0.05則無法開啟。

## 主要角色
Deemo
会弹钢琴，但不會說話，為了讓小女孩能夠回去窗外的世界而努力的演奏。遊戲的主角之一。
小女孩（Alice）
聲：竹達彩奈（最终演奏、Reborn、劇場動畫）
起初名字未知，在第二个剧情动画中由天窗落下。發現Deemo的演奏會讓鋼琴旁的樹苗長高，而樹長到靠近窗口的時候小女孩就能回去窗外的世界。遊戲的主角之一，會彈鋼琴。
面具小姐（Celia）
聲：竹達彩奈（Reborn）、丹生明里（劇場動畫）
坐在左边房间的书桌前看书，同时也有在右边房间出现。1.5版本開始於大廳出現。

## 物品
貓咪布偶
為Hans買給Alice的布偶，當Alice彈琴時會把它放在鋼琴上，在完成結局後於Alice的房間可見。
鋼琴演奏獎牌
Hans的獎牌，在劇情中常常出現。

## 小說版
| 書名              | PONY CANYON   | PONY CANYON            | 台灣角川      | 台灣角川               |
| 書名              | 發售日期      | ISBN                   | 發售日期      | ISBN                   |
| ----------------- | ------------- | ---------------------- | ------------- | ---------------------- |
| DEEMO-Last Dream- | 2015年12月3日 | ISBN 978-4-8652-9161-2 | 2016年5月25日 | ISBN 978-9-8647-3093-3 |

## 劇場版動畫

### 配音員
- Alice：竹達彩奈
- 面具小姐：丹生明里（日向坂46）
- Sania：鬼頭明里
- Rosalia：佐倉綾音
- Mirai：濱田岳
- 香香包：渡邊直美
- 胡桃鉗娃娃：Issey尾形（日语：イッセー尾形）
- Hans：松下洸平
- Valensky：山寺宏一

### 製作人員
- 原作：雷亞遊戲「DEEMO」
- 總監督：藤咲淳一
- 監督：松下周平
- 副監督：平峯義大
- 編劇：藤咲淳一・藤澤文翁
- 角色設計：Mebachi
- 形象設計：吉田Yoshitsugi
- 美術：小倉宏昌
- 美術設定：吉田大洋
- 色彩設計：片山由美子
- CG監督：三階直史
- 3DCG制作：REIRS
- 攝影：江面久
- 合成：齋藤瑛
- 剪輯：村上義典
- 音響總監：明田川仁
- 音響製作：Magic Capsule
- 主題歌創作：梶浦由記
- 主題歌歌手：高島一菜「nocturne」
- 動畫製作：SIGNAL.MD、Production I.G
- 製片：波麗佳音

## 得獎紀錄
- 獲得 2013 App Store 年度最佳遊戲[6]
- 獲得 2014 Google Play 最佳音效遊戲[7]
- 獲得 2014 巴哈姆特遊戲動漫大賞 年度手機暨平版遊戲 銀賞[8]
- 獲得 2014 巴哈姆特遊戲動漫大賞 年度人氣國產遊戲 金賞[8]
- 獲得 2015 巴哈姆特遊戲動漫大賞 年度手機暨平版遊戲 銀賞[9]
- 獲得 2015 巴哈姆特遊戲動漫大賞 年度人氣國產遊戲 金賞[9]
- 獲得 2016 巴哈姆特遊戲動漫大賞 手機/平板 銀賞[10]
- 獲得 2016 巴哈姆特遊戲動漫大賞 PSV 金賞[10]
- 獲得 2017 巴哈姆特遊戲動漫大賞 國產自製 銀賞[11]